# Болеслав Попович
Болеслав Корнел Попович (пол. Bolesław Kornel Popowicz; 2 вересня 1878, Варяж — 9 січня 1937, Львів) — польський офіцер, бригадний генерал.

## Біографія
З 1904 по 1907 рік навчався на філософському факультеті Львівського університету. Працював викладачем і брав активну участь у Стрілецькій асоціації. У 1907 році його призвали на військову службу до Австро-Угорської армії. Він був активним членом Академічного туристичного клубу у Львові.

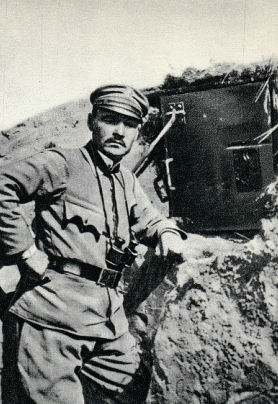
Попович в 1916 році.

Після початку Першої світової війни в 1914 році його мобілізували в званні лейтенанта ландверу та відправили на Італійський фронт, де він невдовзі був поранений. Влітку 1915 року він вступив до Польських легіонів. 10 червня 1916 року його було призначено до 6-го піхотного полку 3-ї бригади командиром роти. У 5-му піхотному полку він служив командиром 2-ї роти, а пізніше командиром батальйону (за різними джерелами, 1-го чи 3-го). У липні 1917 року, після кризи присяги, його було відкликано до австрійської армії. Він воював в Албанії, Чорногорії та Україні. Він брав активну участь у Польській збройній організації.
З листопада 1918 року служив у Польській армії. З листопада 1918 по січень 1919 року обіймав посаду начальника штабу оперативної групи полковника Мечислава Норвіда-Нойгебауера та командира 24-го піхотного полку в польсько-українській війні. Недовго він служив командувачем Радомського військового округу. З січня 1919 по серпень 1920 року командував батальйоном, а пізніше 6-м піхотним полком Легіонів. Він очолював полк у польсько-радянській війні, беручи участь у захопленні Києва. З серпня 1920 по березень 1921 року командував 3-ю піхотною бригадою Легіонів. Командуючи бригадою, він воював в обороні Варшави та брав участь у битві на Німані. З березня 1921 по вересень 1926 року служив командиром дивізійної піхоти 1-ї піхотної дивізії легіонів у Вільнюсі, а з вересня 1926 по березень 1928 року — командиром 1-ї піхотної дивізії легіонів.
16 березня 1927 року Президент Республіки Польща Ігнацій Мосцицький, за проханням міністра військових справ маршала Юзефа Пілсудського підвищив його до бригадного генерала зі старшинством з 1 січня 1927 року та 15-м рангом у корпусі генералів.
З березня 1928 по жовтень 1935 року командував корпусним округом №VI у Львові. Після звільнення з військової служби мешка у Львові. 15 вересня 1935 року його було обрано сенатором Республіки Польща на четвертий термін від Львівського воєводства. З моменту заснування 22 вересня 1928 року до 1935 року він обіймав посаду президента правління Товариства вивчення історії оборони Львова та Південно-Східних воєводств, а також був почесним членом Товариства. Він був скаутським активістом, окружним головою Союзу польського гарцерства у Львові та членом масонської ложі Томаша Зана у Вільнюсі.
Він раптово помер у ніч з 9 на 10 січня 1937 року у Львові. Похований 12 січня 1937 року на Цвинтарі захисників Львова.

## Сім'я
Був одружений і мав дітей. Його дружина Владислава була президентом Товариства «Військова родина».

## Звання
- Лейтенант (1 липня 1914)
- Оберлейтенант (1 травня 1916)
- Гауптман (1 листопада 1916)
- Підполковник (11 червня 1920)
- Полковник (заднім числом від 1 червня 1919)
- Бригадний генерал (16 березня 1927)

## Нагороди
- Virtuti Militari, срібний хрест (16 лютого 1921)
- Золотий хрест Залсуги (29 квітня 1925)
- Орден Відродження Польщі, командорський хрест (30 квітня 1927)
- Медаль «Десятиріччя війни за незалежність» (Латвія; 1929)
- Хрест Незалежності (6 червня 1931)
- Орден Орлиного хреста 2-го класу (Естонія; 1935)
- Хрест Хоробрих — нагороджений 4 рази.
- Пам'ятний хрест 6-го піхотного полку Польських легіонів
- Знак СПГ «Вдячність»
- Орден Корони Румунії, великий офіцерський хрест
- Військовий орден Лачплесиса 3-го класу (Латвія)
- Золота медаль Мілоша Обилича за хоробрість (Королівство Сербів, Хорватів і Словенців)